# SN 1990ac
SN 1990ac – supernowa typu Ia odkryta 23 września 1990 roku w galaktyce A035309-2944. W momencie odkrycia miała maksymalną jasność 18,00m.